# István Regős
István Regős (* 1947 in Budapest; † 23. März 2012) war ein ungarischer Jazz-Pianist, Jazz-Saxophonist, Komponist und Arrangeur, der auch als  Hochschullehrer wirkte.

## Leben
Regős wurde im Alter von fünf bis vierzehn Jahren in klassischer Musik unterrichtet. Er interessierte sich danach allerdings eher für Beatmusik. Anfang der 1970er Jahre absolvierte er eine Ausbildung als Schüler von János Gonda in der Jazzabteilung an der Béla-Bartók-Musikakademie.
Kurz nach seinem Abschluss begann er, selbst zu unterrichten. Er war an der Franz-Liszt-Musikakademie in Budapest fast 40 Jahre lang bis an sein Lebensende als Hochschullehrer für Klavier, Jazzgeschichte, Musiktheorie, Solmisation und Combospiel tätig. Seit 1989 unterrichtete er auch als Klavierlehrer an der Gyula-Erkel-Musikschule in Újpest und hat an der Etűd-Musikschule in Budapest gearbeitet.
Neben seiner Lehrtätigkeit war er als Musiker in verschiedenen Formationen vom Duo bis zur Bigband tätig. Im Jahr 1973 gründete er sein erstes Trio, das drei Jahre später zum Regős-Quartett erweitert wurde. Die weiteren Mitglieder des Quartetts waren der Bassist Gábor Becze, der Schlagzeuger István Baló sowie der Saxophonist László Dés, der später durch Mihály Dresch ersetzt wurde. 1980 komponierte er sieben Werke für Bigband, die vom Budapest Jazz Orchestra aufgeführt wurden. Beeinflusst durch die Musik von John Coltrane begann Regős, Tenorsaxophon zu spielen. Von 1990 bis zum Jahre 2000 widmete er sich fast ausschließlich diesem Instrument. Er arrangierte das Album A Love Supreme von John Coltrane für Bigband und führte dieses mit der von ihm geleiteten In Memoriam John Coltrane Big Band auf. Später kehrte er zum Klavier zurück, ab 2003 spielte er mit dem Bassisten Tibor Csuhaj-Barna und dem Schlagzeuger Tamás Berdisz wieder mit einem eigenen Trio. Mit diesem präsentierte er 2005 im Marmorsaal des Ungarischen Rundfunks sein Album Utazas Faremidóba; der Titel war inspiriert durch einen Roman des ungarischen Schriftstellers Frigyes Karinthy. Regős hat mit zahlreichen namhaften ungarischen Musikern zusammen gespielt, war auf vielen Jazz-Festivals zu hören und hat mit ausländischen Musikern wie Herbie Mann oder Chris Potter zusammengearbeitet.
Seine Kompositionen und sein Klavierspiel waren geprägt durch Modern Jazz, avantgardistische Elemente sowie die Volksmusik Ungarns.

## Diskographische Hinweise
- István Regős Quartett: Verbunkos, Pannon Jazz 1997
- István Regős Trio: Utazas Faremidóba, 2005
- István Gyárfás Trio: Old Amsterdam, 2006
- Regős, Gyárfás, Grencsó, Nesztor, Jeszenszky: Együttműködés, 2013